# Metom
Metom est un village du Cameroun situé dans le département du Dja-et-Lobo et la Région du Sud, au carrefour des routes vers Bengbis, Awoan et Akom. Il fait partie de la commune de Bengbis.

## Population
La plupart des habitants sont des Boulou.
En 1963, Metom comptait 200 habitants. Lors du recensement de 2005, 230 personnes y ont été dénombrées.

## Infrastructures
Metom dispose d'un marché bimensuel.